# 宮田くるみ
宮田 くるみ（みやた くるみ、2003年12月8日 - ）は、日本のアイドル。2019年までアミューズに所属しおはガールやCiào Smilesのメンバーとして活動していた。その後、2020年から2021年までRIZEプロダクション所属の女性アイドルグループ・キャンディzooメンバーとして雅城 くるみ名義で活動し、2021年11月10日から2024年9月23日まで再び宮田くるみ名義でiSPYのメンバーとして活動した。千葉県出身。

## 略歴
2014年8月に開催された「ちゃおサマーフェスティバル2014」内の、「ちゃおガール2014☆オーディション」でグランプリを受賞し、少女漫画雑誌『ちゃお』のモデル「ちゃおガール」としての活動を始める。ちゃおガールとしての初めての撮影は、山田杏奈、倉島颯良と行った手帳の撮影である。
2016年3月に、宮田を含むちゃおガール7人でアイドルグループ「Ciào Smiles」を結成する事が『ちゃお』4月号の誌面で告知され、同年7月に1stシングル『虹色スマイル』を発売し、2019年3月まで同ユニットで活動した。
2017年10月から2019年3月まで『おはスタ』（テレビ東京）の日替わりアシスタント「おはガール」を務めた（木曜日担当）。
2019年3月にCiào Smilesを卒業し、同月31日をもってアミューズとのアーティスト契約を終了した。
2020年1月17日、“動物園系アイドルユニット”と銘打つRIZEプロダクション所属の女性アイドルグループ、キャンディzooの雅城くるみとして活動を開始することが発表された。担当動物はパンダ、担当カラーはオレンジである。
2021年3月20日のライブをもってキャンディzooを卒業した。
2021年11月より再び宮田くるみ名義に戻してiSPYのメンバーとして活動を開始し、2024年9月23日の公演をもって卒業した。

## 人物
趣味はアニメと漫画。小学3、4年生の頃、車の中で「魔法少女まどか☆マギカ」と「とある科学の超電磁砲」を父親から見せてもらった事がきっかけでアニメ好きとなる。
アイドル好きでもあり、同じくおはガールとして活動している船木結が所属しているアンジュルムの楽曲「有頂天LOVE」を楽屋で踊ったり、Ciào Smilesのメンバーである新谷ゆづみと田中美空が兼任しているさくら学院のライブにも何度か行ったことがある。
おはガールのオーディションでは、ファンである小倉唯の歌とダンスを披露した。
アニメに関わる仕事がしたいという事から、2017年時点の将来の夢は声優。
小学生の頃は陸上部に所属していたが、運動は苦手である。

## 出演

### アニメ映画
- 名探偵コナン から紅の恋歌（2017年） - 声の出演[17]

### テレビ
- おはスタ（2017年10月12日 - 2019年3月21日、テレビ東京） - おはガール（木曜レギュラー）

### CM
- アガツマ
  - 「ガールズデザイナーコレクション」（2015年）
  - 「Wrapin Beads」（2015年）

### MV
- まるもふびより「まるもふきぶん 〜モップダンス〜」（2017年） - ちゃおガールとして

### 雑誌
- ちゃお（小学館）
- アイカツスターズ!公式ファンブックSTEP5（小学館）
- アイカツスターズ!公式ファンブックSTAR1（小学館）

### イベント
- JACK-O-LAND （2016年10月29日・30日、横浜アリーナ） - モデルとして
- ジャック・オー・ランド（2017年10月21日・22日、横浜アリーナ） - モデルとして
- SANRIO THANKS PARTY 2017（2017年12月8日、サンリオピューロランド）- ちゃおガールとして[18]
- 次世代ワールドホビーフェア '18 winter（2018年1月27日、幕張メッセ国際展示場9 - 11ホール）- おはガールとして
- おたんじょうびぱぁてぃ2024 #くるみんは21ちゃい（2024年12月8日、Akiba Stella Cube）
- 夏川みずき Happy Birthday おたのしみ会（2025年1月30日、ふれあい貸し会議室 渋谷No.77）- ゲストとして